# Вестервальд
Вестервальд (нем. Westerwald — «западный лес») — название восточной нижнерейнской горной местности, горный массив в землях Рейнланд-Пфальц, Гессен и Северный Рейн-Вестфалия (Германия), юго-восточная часть Рейнских сланцевых гор.
Эти горы с горными хребтами и отдельными вершинами, почти все конической формы, с каменноугольными известняками и песчаниками, базальтами, трахитами, фонолитами. Северо-западный край Вестервальда — Зибенгебирге. Вестервальд имеет официальный номер D39.

## Описание
Вестервальд расположен на правобережье Рейна, в нижнем его течении, между рекой и её правыми притоками Лан и Зиг. Представляет собой плоскогорье с горными хребтами и отдельными вершинами местности, в которую входили округа Висбаден, Кобленц и Арнсберг.
Длина массива около 80 км, самая высокая точка — 657 метров вершина Фукскаутен около Виллингена и Заальберг в 655 метров. Сложен каменноугольными известняками и песчаниками, базальтами, трахитами, фонолитами. В районе имеются месторождения бурого угля, железной руды, огнеупорной глины, торфяники. Климат влажный и прохладный. Осадков 700—1000 мм в год. Леса большей частью вырублены.
С точки зрения горообразования, Вестервальд рассматривается как аналог хребта Айфель, находящегося на левом берегу Рейна. При формировании обоих массивов образовывались характерные круглые котловины из-за взрывных прорывов подземных газов в результате вулканической активности; к настоящему времени часть котловин заполнена озерами.

## История
Этот горный массив упоминается уже у Тацита под именем Hercynia silva. Под нынешним именем впервые упоминается в 1048 году в документах Трирского курфюршества.
Вестервальд занимает заметное место в фольклоре, ему посвящены многие народные швабские песни, такие как Westerwaldlied, Westerwald-Marsch, «Westerwald, du bist so schön», он фигурирует в сказках братьев Гримм.
В конце XIX столетия в горах добывали каменный уголь (бурый уголь), глину, медь, железную руду, в Нассауском округе было более 100 копей.
В конце XIX и начале XX века заводская промышленность (горная и металлургическая) была более развита в северной части Вестервальда (центр — город Зиген); прохладный и сырой климат был неблагоприятен для земледелия, но обильный травяной покров способствовал развитию скотоводства.